# Los Montes
Los Montes (Les monts) est une comarque appartenant à la province de Grenade en Espagne.
Liste des 19 communes de la comarque de Los Montes :
- Alamedilla
- Alicún de Ortega
- Benalúa de las Villas
- Campotéjar
- Dehesas de Guadix
- Dehesas Viejas
- Deifontes
- Domingo Pérez de Granada
- Gobernador
- Guadahortuna
- Iznalloz
- Moclín
- Morelábor
- Montejícar
- Montillana
- Pedro Martínez
- Píñar
- Torre-Cardela
- Villanueva de las Torres